# 7,5 cm PaK 41
7,5cm Panzerabwehrkanone 41 L/57 (7,5cm PaK 41) – niemiecka armata przeciwpancerna z okresu II wojny światowej.

## Historia
Pod koniec lat trzydziestych dowództwo Wehrmachtu opracowało wymagania dla armaty przeciwpancernej o kalibrze 75 mm. Do stworzenia takiej konstrukcji przystąpiły koncerny Rheinmetall, który zaprojektował armatę 7,5 cm PaK 40, oraz  Friedrich Krupp AG. Działo musiało spełniać narzucone kryteria: zdolność przebicia pancerze o grubości do 100 mm z odległości 1000 m pod kątem 60°, oraz masa zredukowana do możliwości ręcznego przemieszczenia działa przez obsługę na nową pozycję.
W koncernie Friedrich Krupp AG opracowano armatę, w której zastosowano lufę stożkową o zmiennym kalibrze; w części zamkowej miała ona kaliber 75 mm, a w części wylotowej kaliber wynosił 55 mm, przy czym zwężenie występowało tylko w trzech miejscach. W armacie zastosowano także nowatorskie umocowanie lufy w jarzmie kulistym. Jarzmo to zostało umieszczone w podwójnej tarczy osłaniającej obsługę. Tarcze miały grubość 7 mm. Konstrukcja lufy umożliwiała również wymianę odcinków zwężających, które szybko ulegały zużyciu, w warunkach polowych. Armata ta otrzymała oznaczenie 7,5 cm PaK 41.
Po próbach w 1942 roku rozpoczęto jej produkcję seryjną, ale zbudowano zaledwie 150 dział tego typu, a następnie ich produkcję przerwano.
W armacie stosowano trzy rodzaje pocisków:
- PzGr 41 HK – przeciwpancerne o wadze 2,56 kg, o przebijalności pancerza o grubości 136 mm z odległości 1000 m, z wolframowym rdzeniem,
- PzGr 41(w) – przeciwpancerne o wadze 2,5 kg, o przebijalności pancerza o grubości 140 mm z odległości 1000 m, z rdzeniem z utwardzonej stali (stosowane wobec deficytu wolframu)
- SprGr 41 – odłamkowo - burzące.[3]

Ponieważ pociski te wymagały użycia w produkcji wolframu, produkowano je w niedostatecznej ilości.

## Użycie
Armaty 7,5 cm PaK 41 w 1942 roku wprowadzono do wyposażenia dywizjonów niszczycieli czołgów w kilku niemieckich dywizjach piechoty. Z uwagi jednak na szybkie zużycie luf oraz brak dostatecznej ilości amunicji, już w 1943 roku zaczęto je wycofywać z użycia. Choć jeszcze w 1945 roku znajdowało się 11 armat tego typu, zaledwie 3 służyły w jednostkach na froncie.